# Šķēde

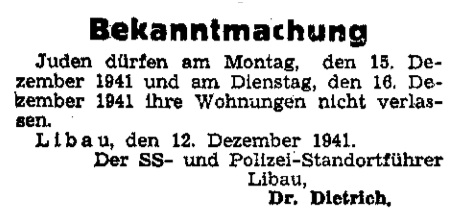
Kungörelse som förbjuder judar att lämna sina bostäder den 15 och 16 december 1941.

Šķēde är en ort i västra Lettland, i närheten av Liepāja. Under Sovjettiden fanns i Šķēde Lettlands största datja-kooperativ.

## Brott mot mänskligheten
Under Nazitysklands ockupation av Lettland genomfördes i december 1941 på stranden i Šķēde massmord på judar från Liepāja. Massakern, under vilken 2 749 personer sköts ihjäl, genomfördes av enheter ur Einsatzgruppe A, Sicherheitsdienst och Ordnungspolizei med assistans av lettiska polis- och milisstyrkor. Även förband ur Wehrmacht och Kriegsmarine deltog i massmordet.
Massakern, som företogs under tre dagar, 15–17 december 1941, hade beordrats av Fritz Dietrich, SS- och polischef i Liepāja. Enligt vittnen var SS-Untersturmführer Wolfgang Kügler närvarande vid massakern i Šķēde.

### Fotnoter
1. ↑  Brian Friedman. ”The killing fields of Skede”. http://avaslan.net/The-killing-fields-of-Skede. Läst 1 januari 2011.
2. ↑  Ezergailis, Andrew (1996) (på engelska). The Holocaust in Latvia: 1941-1944: the Missing Center. Riga: Historical Institute of Latvia. sid. 307. Libris 8068343. ISBN 9984-9054-3-8. Läst 1 januari 2011